# 중입자

중입자(重粒子) 또는 바리온(영어: baryon)은 세 개의 쿼크로 이루어진 강입자이다. 한 개의 쿼크와 한 개의 반쿼크로 이루어지는 중간자(메손)와 대비된다. 대표적인 예로 양성자와 중성자가 있다.
중입자는 쿼크로 이루어져 있으므로 강한 상호작용을 느낀다. 가장 잘 알려진 중입자는 핵자(양성자와 중성자)다. 이는 우주에서 눈에 보이는 (암흑 물질이나 암흑 에너지가 아닌) 물질의 대부분을 이룬다. 반면에 (원자의 또다른 주요 구성요소인) 전자는 렙톤이다. 각각의 바리온은 대응되는 반입자(반중입자)를 가지고 있는데 이때 구성하는 각각의 쿼크들이 그 반쿼크로 대치된다. 이를테면 양성자는 두 개의 위 쿼크와 하나의 아래 쿼크로 구성되는데, 이에 대응되는 반양성자는 두 개의 위 반쿼크와 하나의 아래 반쿼크로 구성된다.

## 어원
영명 "바리온"의 어원은 무거움을 뜻하는 고대 그리스어: βαρύς 바리스[*])와 입자를 뜻하는 접미사 영어: -on이다. 이는 중입자가 렙톤(경입자)에 속하는 전자, 뮤온, 중성미자보다 현저히 무겁기 때문이다. 하지만 가장 무거운 렙톤인 타우 입자는 가장 가벼운 중입자인 양성자 및 중성자보다 두 배 더 무겁다.

## 성질
중입자는 양자수 중입자수를 갖는다. 표준 모형은 중입자수를 보존한다.
- 양성자, 중성자는 1
- 쿼크는 1/3
- 반물질은 부호가 반대이다.

대부분의 대통일 이론은 중입자수를 보존하지 않는다. 양성자 붕괴가 대표적인 예다. 그러나 아직까지 실험으로 검증되지 않았다.

## 분류
중입자는 포함된 가벼운 쿼크 (위 쿼크와 아래 쿼크)의 수에 따라 다음과 같이 분류한다.
- 가벼운 쿼크 3개: 핵자 또는 델타
- 가벼운 쿼크 2개: 람다, 시그마
- 가벼운 쿼크 1개: 크시
- 가벼운 쿼크 0개: 오메가

## 같이 보기
- 팔정도 (물리학)
- 중간자